# Zwanegat
Zwanegat is een buurtschap in de gemeente Hoeksche Waard, provincie Zuid-Holland, Nederland. Het ligt tussen Westmaas en Sint Anthoniepolder.

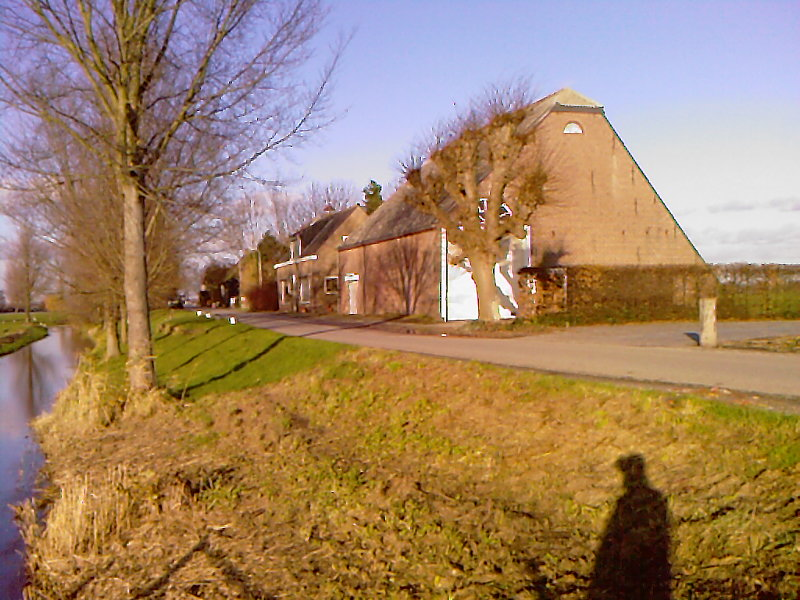
Zwanegat